# Tore Andreas Gundersen
Tore Andreas Gundersen (Flisa, 4 febbraio 1986) è un calciatore norvegese, attaccante del Flisa.

## Carriera

### Club
Gundersen ha cominciato la carriera nel Flisa, inizialmente nella formazione giovanile e successivamente nella prima squadra. Ad agosto 2003 si è trasferito al Kongsvinger, venendo aggregato alle giovanili. Ha debuttato ufficialmente per la nuova squadra il 16 maggio 2004 è subentrato a Foday Scattred nel successo per 0-4 in casa del Tromsdalen. Il 10 luglio 2005 ha segnato la prima rete per il Kongsvinger, contribuendo al successo casalingo per 2-0 contro il Tønsberg.
Nel 2007 ha firmato per il Lillestrøm, compagine militante nell'Eliteserien. Ha esordito nella massima divisione norvegese in data 23 aprile, sostituendo Bjørn Helge Riise nel pareggio per 1-1 in casa dello Strømsgodset. Il 20 maggio è andato in rete nell'edizione stagionale del Norgesmesterskapet, nel 3-6 inflitto al Flisa.
Nel 2008 è stato ceduto in prestito al Lyngby, in Danimarca: qui ha giocato 9 partite e ha messo a segno 4 reti, per tornare poi al Lillestrøm. A gennaio 2009 è stato prestato al Nybergsund-Trysil.
All'inizio del 2010 è passato a titolo definitivo ai tedeschi della Dinamo Dresda, squadra della 3. Liga.
Il 15 marzo 2011 è stato ufficializzato il suo trasferimento all'HamKam, in 1. divisjon. Il 13 luglio 2014 è stata annunciata la rescissione del contratto del calciatore, a causa delle difficoltà economiche dell'HamKam: l'accordo prevedeva che Gundersen avrebbe giocato ancora la successiva partita di campionato, prima di lasciare il club. Il 4 agosto successivo ha firmato ufficialmente un contratto con l'Ullensaker/Kisa.
Libero da vincoli contrattuali, ad agosto 2015 ha fatto ritorno al Flisa.

### Nazionale
Gundersen ha giocato in totale 15 gare per le selezioni giovanili norvegese, mettendo a segno 3 reti. Ha debuttato per la Norvegia under 21 il 5 ottobre 2006, giocando da titolare nel successo per 1-3 sulla Danimarca. Il 2 maggio 2007 ha siglato la prima rete: è stata sua infatti la marcatura decisiva per battere 1-0 la Turchia.

## Statistiche

### Presenze e reti nei club
Statistiche aggiornate al 3 aprile 2017.
| Stagione             | Club                 | Campionato           | Campionato | Campionato | Coppe nazionali | Coppe nazionali | Coppe nazionali | Coppe continentali | Coppe continentali | Coppe continentali | Supercoppe | Supercoppe | Supercoppe | Totale | Totale |
| Stagione             | Club                 | Comp                 | Pres       | Reti       | Comp            | Pres            | Reti            | Comp               | Pres               | Reti               | Comp       | Pres       | Reti       | Pres   | Reti   |
| -------------------- | -------------------- | -------------------- | ---------- | ---------- | --------------- | --------------- | --------------- | ------------------ | ------------------ | ------------------ | ---------- | ---------- | ---------- | ------ | ------ |
| 2001                 | Flisa                | 4D                   | ?          | ?          | CN              | ?               | ?               | -                  | -                  | -                  | -          | -          | -          | ?      | ?      |
| 2002                 | Flisa                | 4D                   | ?          | ?          | CN              | ?               | ?               | -                  | -                  | -                  | -          | -          | -          | ?      | ?      |
| gen.-ago. 2003       | Flisa                | 4D                   | ?          | ?          | CN              | ?               | ?               | -                  | -                  | -                  | -          | -          | -          | ?      | ?      |
| 2004                 | Kongsvinger          | 1D                   | 4          | 0          | CN              | ?               | ?               | -                  | -                  | -                  | -          | -          | -          | 4+     | 0+     |
| 2005                 | Kongsvinger          | 1D                   | 19         | 3          | CN              | ?               | ?               | -                  | -                  | -                  | -          | -          | -          | 19+    | 3+     |
| 2006                 | Kongsvinger          | 1D                   | 30         | 14         | CN              | 3               | 2               | -                  | -                  | -                  | -          | -          | -          | 33     | 16     |
| Totale Kongsvinger   | Totale Kongsvinger   | Totale Kongsvinger   | 53         | 17         |                 | 3+              | 2+              |                    | -                  | -                  |            | -          | -          | 56+    | 19+    |
| 2007                 | Lillestrøm           | ES                   | 3          | 0          | CN              | 2               | 2               | CU                 | 0                  | 0                  | -          | -          | -          | 5      | 2      |
| gen.-ago. 2008       | Lillestrøm           | ES                   | 7          | 0          | CN              | 1               | 0               | CU                 | 0                  | 0                  | -          | -          | -          | 5      | 2      |
| Totale Lillestrøm    | Totale Lillestrøm    | Totale Lillestrøm    | 10         | 0          |                 | 3               | 2               |                    | 0                  | 0                  |            | -          | -          | 13     | 2      |
| ago.-dic. 2008       | Lyngby               | 1D                   | 9          | 4          | CD              | 2               | 1               | -                  | -                  | -                  | -          | -          | -          | 11     | 5      |
| 2009                 | Nybergsund           | 1D                   | 28         | 13         | CN              | ?               | ?               | -                  | -                  | -                  | -          | -          | -          | 28+    | 13+    |
| gen.-giu. 2010       | Dinamo Dresda        | 3L                   | 9          | 2          | CG              | -               | -               | -                  | -                  | -                  | -          | -          | -          | 9      | 2      |
| 2010-mar. 2011       | Dinamo Dresda        | 3L                   | 8          | 1          | CG              | 0               | 0               | -                  | -                  | -                  | -          | -          | -          | 8      | 1      |
| Totale Dinamo Dresda | Totale Dinamo Dresda | Totale Dinamo Dresda | 17         | 3          |                 | 0               | 0               |                    | -                  | -                  |            | -          | -          | 17     | 3      |
| 2011                 | HamKam               | 1D                   | 28         | 9          | CN              | 2               | 1               | -                  | -                  | -                  | -          | -          | -          | 30     | 10     |
| 2012                 | HamKam               | 1D                   | 26         | 16         | CN              | 2               | 1               | -                  | -                  | -                  | -          | -          | -          | 28     | 16     |
| 2013                 | HamKam               | 1D                   | 25+1       | 5+0        | CN              | 4               | 1               | -                  | -                  | -                  | -          | -          | -          | 30     | 6      |
| gen.-lug. 2014       | HamKam               | 1D                   | 15         | 1          | CN              | 3               | 1               | -                  | -                  | -                  | -          | -          | -          | 18     | 2      |
| Totale HamKam        | Totale HamKam        | Totale HamKam        | 94+1       | 31+0       |                 | 11              | 4               |                    | -                  | -                  |            | -          | -          | 106    | 35     |
| ago.-dic. 2014       | Ullensaker/Kisa      | 1D                   | 6          | 0          | CN              | -               | -               | -                  | -                  | -                  | -          | -          | -          | 6      | 0      |
| ago.-dic. 2015       | Flisa                | 3D                   | 6          | 2          | CN              | -               | -               | -                  | -                  | -                  | -          | -          | -          | 6      | 2      |
| 2016                 | Flisa                | 3D                   | 13         | 12         | CN              | 3               | 2               | -                  | -                  | -                  | -          | -          | -          | 16     | 14     |
| 2017                 | Flisa                | 3D                   | 0          | 0          | CN              | 1               | 1               | -                  | -                  | -                  | -          | -          | -          | 1      | 1      |
| Totale Flisa         | Totale Flisa         | Totale Flisa         | 19+        | 14+        |                 | 4+              | 3+              |                    | -                  | -                  |            | -          | -          | 23+    | 17+    |
| Totale               | Totale               | Totale               | 236+1+     | 82+0+      |                 | 23+             | 12+             |                    | 0                  | 0                  |            | -          | -          | 260+   | 94+    |